# ケンダマン
ケンダマンは、ゆでたまごの漫画『キン肉マン』およびその続編『キン肉マンII世』に登場する架空の人物。

## 主な特徴
初登場は夢の超人タッグ編「謎の新勢力…!!の巻」。あまりの強さのため相手がいなくなってしまい、天上にこもって修行をしていた完璧超人の一人。頭部が巨大な鉄球（けん玉の玉）になっている異形の巨漢。鉄球は自身の左手と鎖で繋がれており、首にあたる部分は短い円錐型の棘（けん玉のけん先に相当）。目は鉄球の側にあり、口は喉元に存在する。体色は原作では銀色で上腕・太腿などの生身の部分は肌色だが、アニメでは黒に生身の部分は黄色、鉄球部分は赤である。
完璧超人の先発隊として、相棒スクリュー・キッドと共に乱入コンビ（ゲーム版の名称は殺人遊戯コンビ）として宇宙超人タッグ・トーナメントに乱入。バッファローマンの1000万パワーを凌ぐ超人強度1500万パワーと、超人硬度10（ダイヤモンド）の肉体を持ち、攻防とも完璧と誇る。自身の鉄球をハンマーのように武器にするファイトスタイルを見せており、空中に吹き飛ばされた時も鉄球をキャンバスに落とすことにより防ぐなど、チェーンデスマッチは超一流。また完璧超人の掟に従い、相手が攻撃を外したときすばやく逆襲するため決して後退しないファイトを信条としている。
タッグ技「地獄のネジ回し」は2人がネジとマイナスドライバーのように合体し、この2人にしか使えないことから「タッグのために生まれた超人」と呼ばれた。
名前の通りけん玉をモデルにした超人で、作者ゆでたまごによるとけん玉ブームから登場させたとされる。

## 『キン肉マン』でのケンダマン

### 夢の超人タッグ編
宇宙超人タッグ・トーナメント1回戦第2試合開始直後に乱入。モースト・デンジャラス・コンビ（ブロッケンJr. / ウルフマン）を全く寄せつけずに蹴散らした後、2000万パワーズ（モンゴルマン / バッファローマン）と戦う。
戦いでは先陣を切り、バッファローマンが腕に鉄球をはめこみチェーン・デスマッチの体勢となる。冷静さを失っているバッファローマンを圧倒し、自身のロングホーンを投げつけてガラスを割り、破片を手に凶器攻撃に出ようとする彼を挑発。しかし、モンゴルマンの協力を得たバッファローマンのパワーアップ・ハリケーン・ミキサーによりチェーンを切られ、鉄球も破壊される。
動揺するケンダマンとスクリュー・キッドに対し、完璧超人の首領（ドン）の声が場内に響き渡り、2人の処刑を宣告。焦る2人は首領の「どんな手を使っても」という言葉を履き違えてガラスの破片を手にし、ケンダマンはモンゴルマンを襲い、マスクの額を切った。この有様を、モンゴルマンから「血に飢えた悪魔に過ぎない」と喝破される。地獄のネジ回しで勝負をつけようとするが、2000万パワーズのロングホーン・トレインを受けて場外へ落下し敗北。
その後、タッグ・トーナメントに出場していた正体不明のタッグチーム「ヘル・ミッショネルズ」が完璧超人の首領ネプチューンマンとビッグ・ザ・武道と判明。敗北に加えて凶器攻撃を行ったことで処刑が確定し、ネプチューンマンの「自分たちに勝てば無罪放免とする」という言葉に賭けて地獄のネジ回しを敢行するものの、刺した側のスクリュー・キッドが刺された側のビッグ・ザ・武道の肉体の前に粉砕される姿を見て逃走する。しかし、後ろからネプチューンマンに捕まり、そのまま喧嘩スペシャルで身体を裂かれ（アニメでは、跡形もなく粉砕された）処刑された。

### 新シリーズ
オメガ・ケンタウリの六鎗客編の後の新シリーズでは、スクリュー・キッドと共に復活している。スクリュー・キッド同様、完璧・無量大数軍への昇格を果たしており、“完球（かんきゅう）”の称号を得ている。超人閻魔（ザ・マン）からの指示でレバノン某所の偵察任務に向かったが、そこで刻（とき）の神が生み出した時間超人の襲撃を受ける。偵察任務を全うするためにスクリュー・キッドを逃がして、時間超人ドミネーターとエル・カイトの二人組に立ち向かう。必殺技のカップアンドキャノンを食らわせるなど健闘するも、時間超人特有の超回復に追い詰められてとどめを刺されそうになるが、寸前で駆け付けたキン肉マンゼブラとキン肉マンマリポーサに助けられる。その後、ドミネーターとエル・カイトのタッグ「エル・ドミノス」と、突如飛来したマリキータマンとゼブラのタッグ「エグゾセミサイルズ」とのタッグ戦を、マリポーサと共に見届けた。そして、離れた場所で様子を窺っていた五大刻が正体を現した後、パピヨンマンを除く五大刻が地球各地に立ち去ると、その場を離脱してザ・マンのもとへ帰還し、状況を報告した。マリポーサらに助けられたことについて素直に礼を述べたり、その際にマリポーサがかけた言葉に感激した様子を見せるなど、プライドの高い完璧超人の中では人当たりの良さが見られる。

### 主要対戦成績
- タッグマッチ
  - ○モースト・デンジャラスコンビ（ブロッケンJr. / ウルフマン、地獄のネジ回し）
  - ×2000万パワーズ（モンゴルマン / バッファローマン、ロングホーン・トレイン）

## 得意技
シングル技
ケンダマン・アイアンボール
左手から伸びる巨大な鉄球を振り回し、相手にぶつける。
原作では技名は登場しておらず、学研の図鑑『キン肉マン「技」』においてゆでたまごの命名により初公開された。
ケン玉ヘッド・バット
左手から伸びる巨大な鉄球を頭に装着しての強烈なヘッドバット。アニメでは使用されなかった。
サソリ固め
バッファローマンの傷めた腰にさらに追い討ちをかけるために使用。
カップアンドキャノン
伸ばしたけん先で相手を貫き、鉄球で潰す。
タッグ技
地獄のネジ回し
スクリュー・キッドが足をドリルに変形させてドロップキックを放ち、ケンダマンが足からマイナスドライバー状の突起を出し、キッドの頭部（ネジ山）と合体。この状態で回転して相手を貫く技。

## プロフィール
- 種別 - 完璧超人[3]
- 出身 -  デンマーク[6]（当初は「不明」とされていた[7]）
- 身長体重 - 248cm 213kg[7][6][3]
- 超人強度 - 1500万パワー[6][3]
- 年齢 - 24歳[6]
- 好物 - たい焼き[8]

### 異名
- キケンな乱入者[9]

### 個人タイトル歴
「タイトルは弱者のシンボルである」というネプチューン・キングの教えに従っているため、タイトルは持たない。

## 声優
広瀬正志
- テレビアニメ『キン肉マン』
- テーマソング

竹本英史
- ゲーム『キン肉マン マッスルジェネレーションズ』

## テーマソング
キケンだキケンだケンダマン
歌 - 荒川務 / セリフ - 広瀬正志（ケンダマン） / 作詞 - 三浦晃嗣 / 作曲 - 樫原伸彦 / 編曲 - 石田勝範

## コンピュータゲーム
『キン肉マンII世 超人聖戦史』では夢の超人タッグ編のストーリー終了後、属性ゲージが一定値なら仲間にできる。また主人公が選んだルートにより扱いが分かれる。
- 正義ルート

原作同様2回戦に乱入。主人公のチームと戦う。
- 中立ルート

主人公のチームが宇宙超人タッグトーナメントに乱入すると、同じく乱入しようとした彼らと鉢合わせし戦闘になる。
- 悪行ルート

ネプチューンマン、ビッグ・ザ・武道と共に地球に襲来。スクリュー・キッドとタッグで主人公と闘う。
『キン肉マン マッスルジェネレーションズ』など『キン肉マンII世』以後のゲームでは、タッグチームを組むキャラクターによっては特定のチーム名が付けられる。以下にそれを示す。
- バッド・タイアップ - ネプチューンマン
- バッド・アソシエーション - ビッグ・ザ・武道
- バッド・アグリーメント - ネプチューン・キング
- 殺人遊戯コンビ - スクリュー・キッド